# Fosse no 10 - 10 bis des mines de Lens
La fosse no 10 - 10 bis dite Saint-Valentin ou Valentin Cazeneuve de la Compagnie des mines de Lens est un ancien charbonnage du Bassin minier du Nord-Pas-de-Calais, situé à Vendin-le-Vieil. Le puits no 10 est commencé en août 1890 et le puits d'aérage no 10 bis en 1892. La fosse commence à extraire en septembre 1895. Des cités sont bâties près de la fosse, ainsi que des usines. La fosse est détruite durant la Première Guerre mondiale, elle est reconstruite suivant le style architectural des mines de Lens d'après-guerre : le puits no 10 est équipé d'un chevalement en béton armé alors que le puits d'aérage est doté de ventilateurs.
La Compagnie des mines de Lens est nationalisée en 1946, et intègre le Groupe de Lens, à cette date, la fosse no 10 - 10 bis cesse d'extraire et assure l'aérage de la fosse no 8 - 8 bis. En 1952, le Groupe de Lens fusionne avec le Groupe de Liévin pour former le Groupe de Lens-Liévin. La fosse no 10 - 10 bis cesse d'aérer en 1958, date à laquelle ses puits sont remblayés.
Au début du XXIe siècle, Charbonnages de France matérialise les têtes des puits nos 10 et 10 bis. Il ne reste rien de la fosse ni des usines. Les cités ont été rénovées.

## La fosse

### Fonçage
La fosse no 10 de la Compagnie des mines de Lens est commencée en août 1890 à Vendin-le-Vieil, à un kilomètre à l'est du clocher de Pont-à-Vendin et à 350 mètres au nord de celui de Vendin-le-Vieil.
L'orifice du puits no 10 est situé à l'altitude de 26,70 mètres,. Le passage des terrains aquifères a été commencé à niveau vide à l'aide de quatre pompes de 55 centimètres de diamètre, battant jusqu'à douze ou treize coups par minute, mais la venue d'eau a atteint 25 000 hectolitres à l'heure et la tête des marnes est désagrégée. Le fonçage a été continué par le procédé de congélation. Les morts-terrains sont recoupés à 116,50 mètres, et le terrain houiller à la profondeur de 188 mètres. Le diamètre utile du puits est de 4,80 mètres.
Le puits d'aérage no 10 bis a été commencé à 32 mètres au sud-sud-est du puits no 10, il est foncé par le procédé de congélation, et a été arrêté à l'étage de 165 mètres. Son diamètre utile est de 3,68 mètres.
La fosse est baptisée Saint-Valentin en l'honneur de Valentin Cazeneuve.

### Exploitation
La fosse commence à extraire en septembre 1895. Les accrochages du puits no 10 sont établis à 165 et 250 mètres. Il est profond de 304,50 mètres.
La fosse est détruite durant la Première Guerre mondiale. Elle est reconstruite suivant le style architectural des mines de Lens d'après-guerre. Le puits no 10 est équipé d'un chevalement en béton armé, alors que le puits no 10 bis est équipé de ventilateurs. Une centrale thermique entoure la fosse.
La Compagnie des mines de Lens est nationalisée en 1946, et intègre le Groupe de Lens. C'est également cette même année que la fosse cesse d'extraire. En 1952, le Groupe de Lens fusionne avec le Groupe de Liévin pour former le Groupe de Lens-Liévin. La fosse no 10 - 10 bis assure l'aérage de la fosse no 8 - 8 bis, sise dans la même commune à 3 240 mètres au sud-ouest. Les puits nos 10 et 10 bis, respectivement profonds de 304,50 et 175 mètres, sont remblayés en 1958.

### Reconversion
Au début du XXIe siècle, Charbonnages de France matérialise les têtes des puits nos 10 et 10 bis. Le BRGM y effectue des inspections chaque année. Il ne reste rien de la fosse.

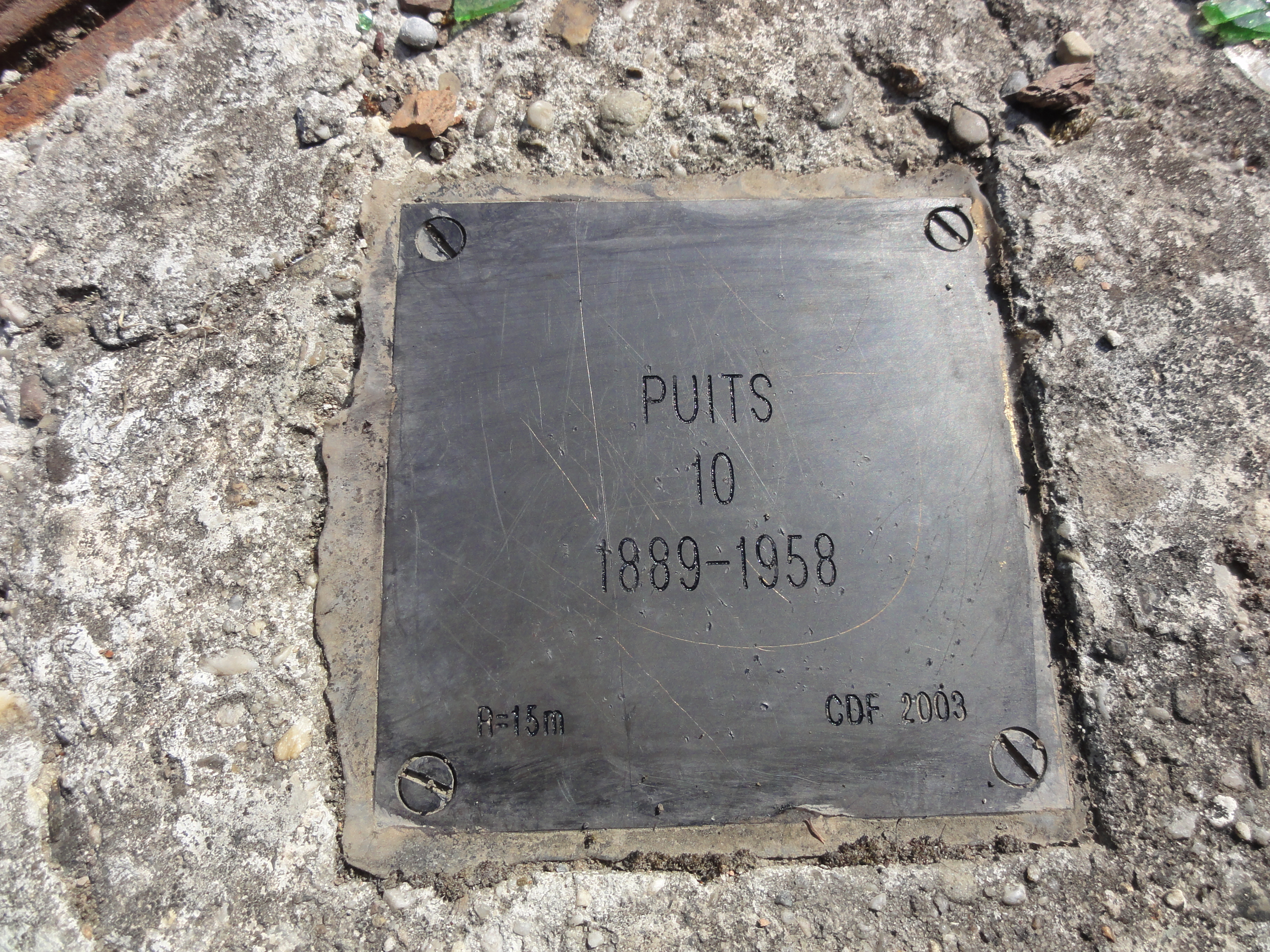
Puits no 10, 1889 - 1958.
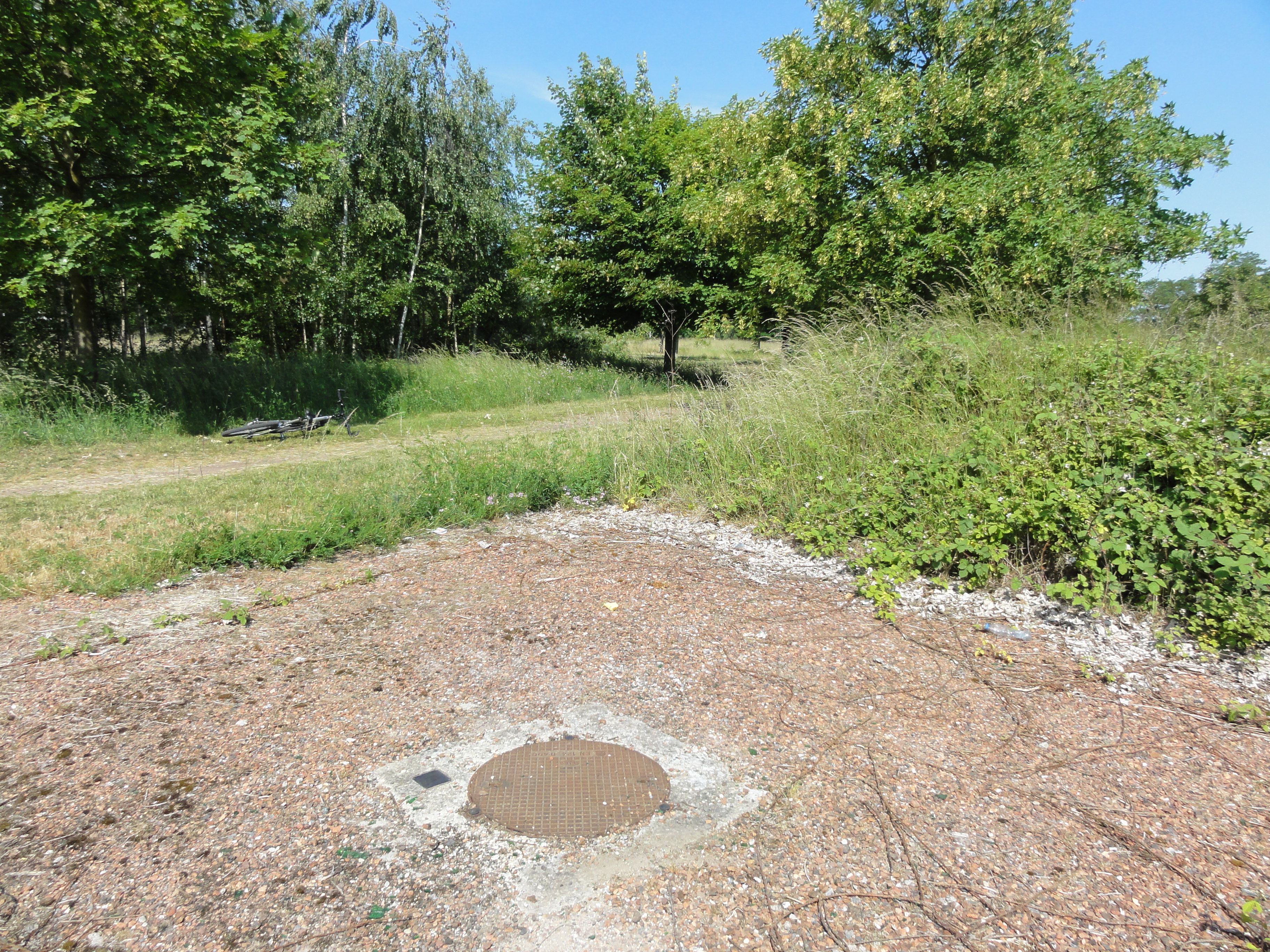
Le puits no 10 dans son environnement.
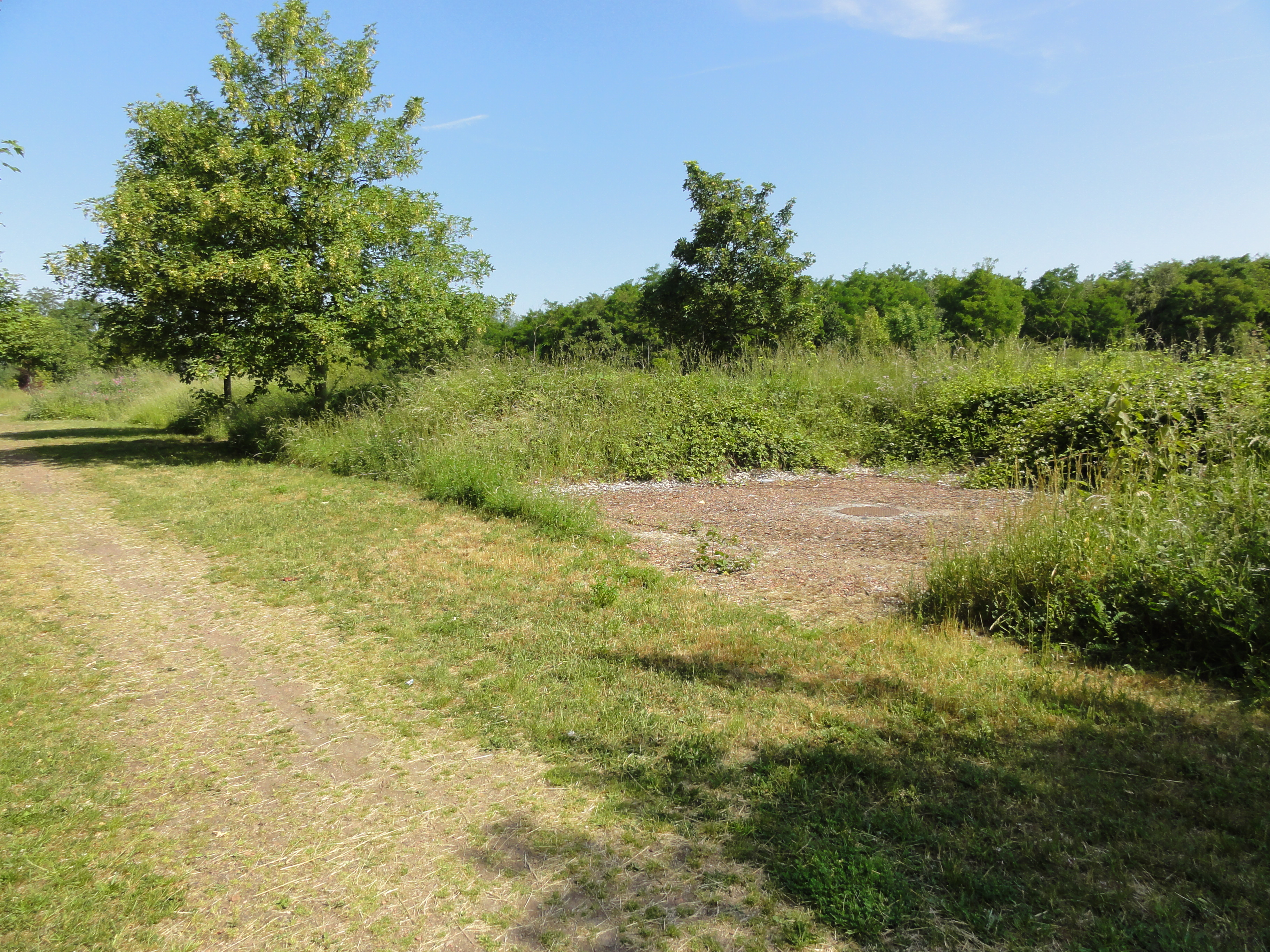
Le puits no 10 dans son environnement.
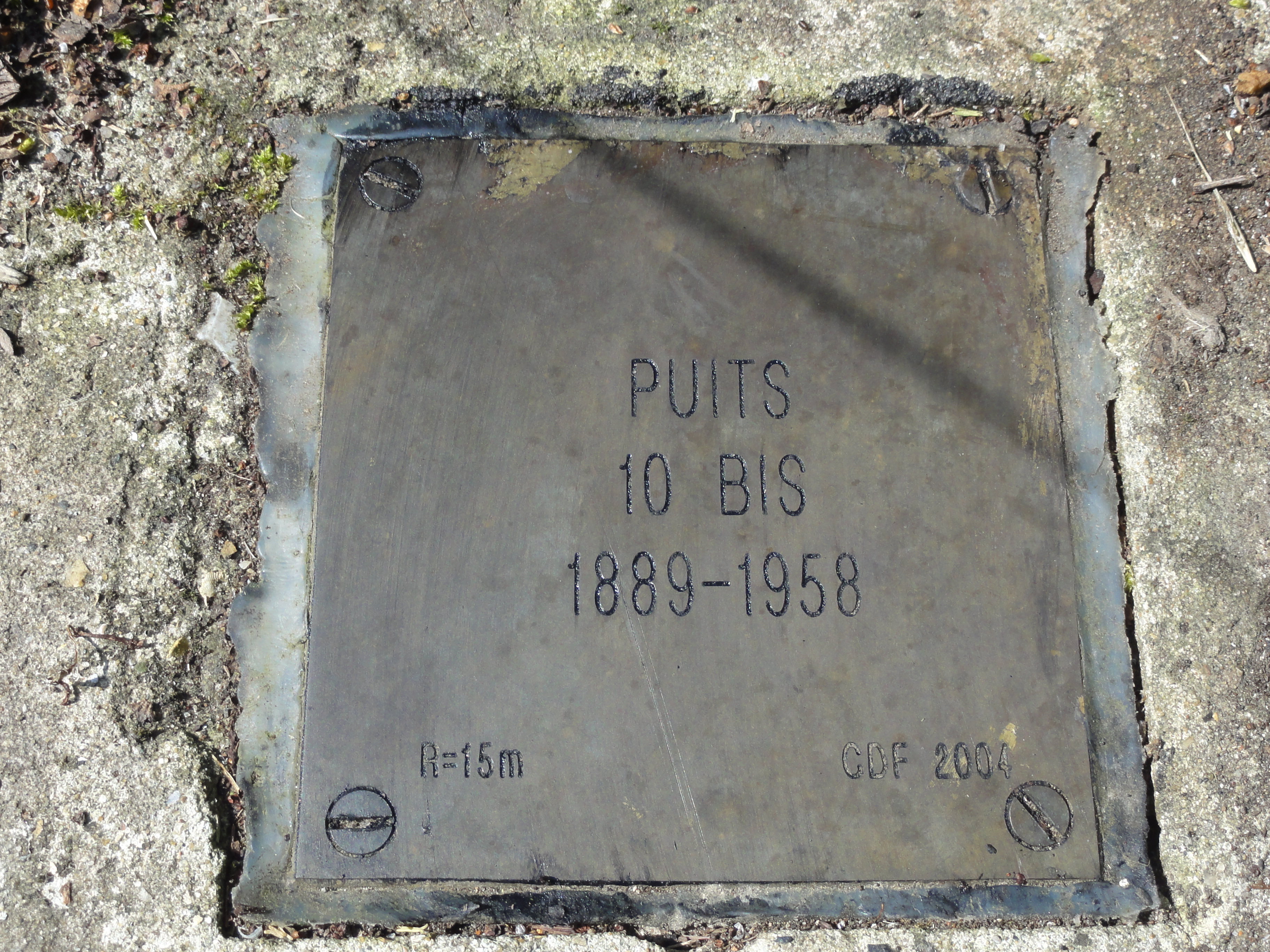
Puits no 10 bis, 1889 - 1958.
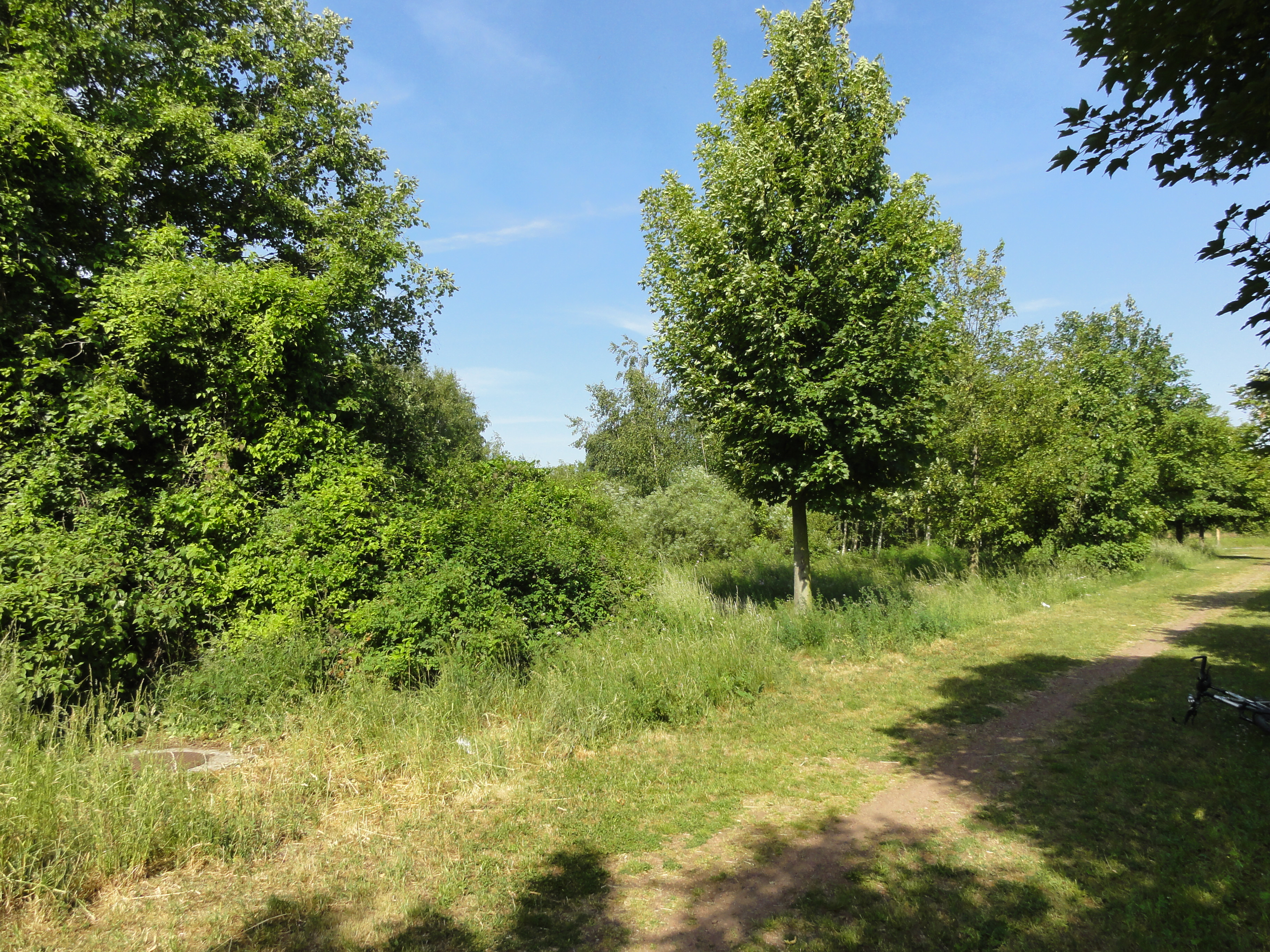
Le puits no 10 bis dans son environnement.
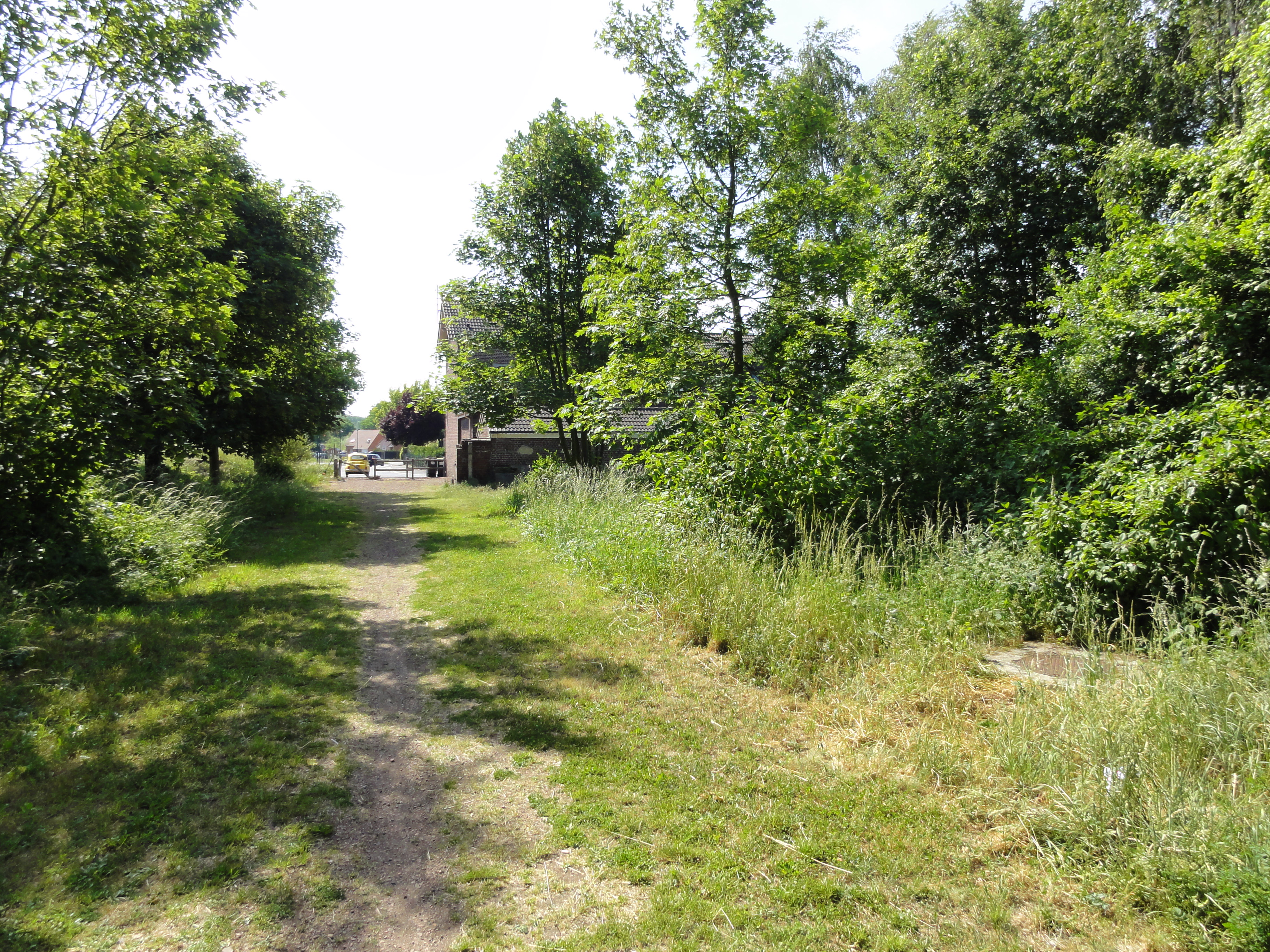
Le puits no 10 bis dans son environnement.

## Les cités
Des cités ont été bâties à proximité de la fosse.

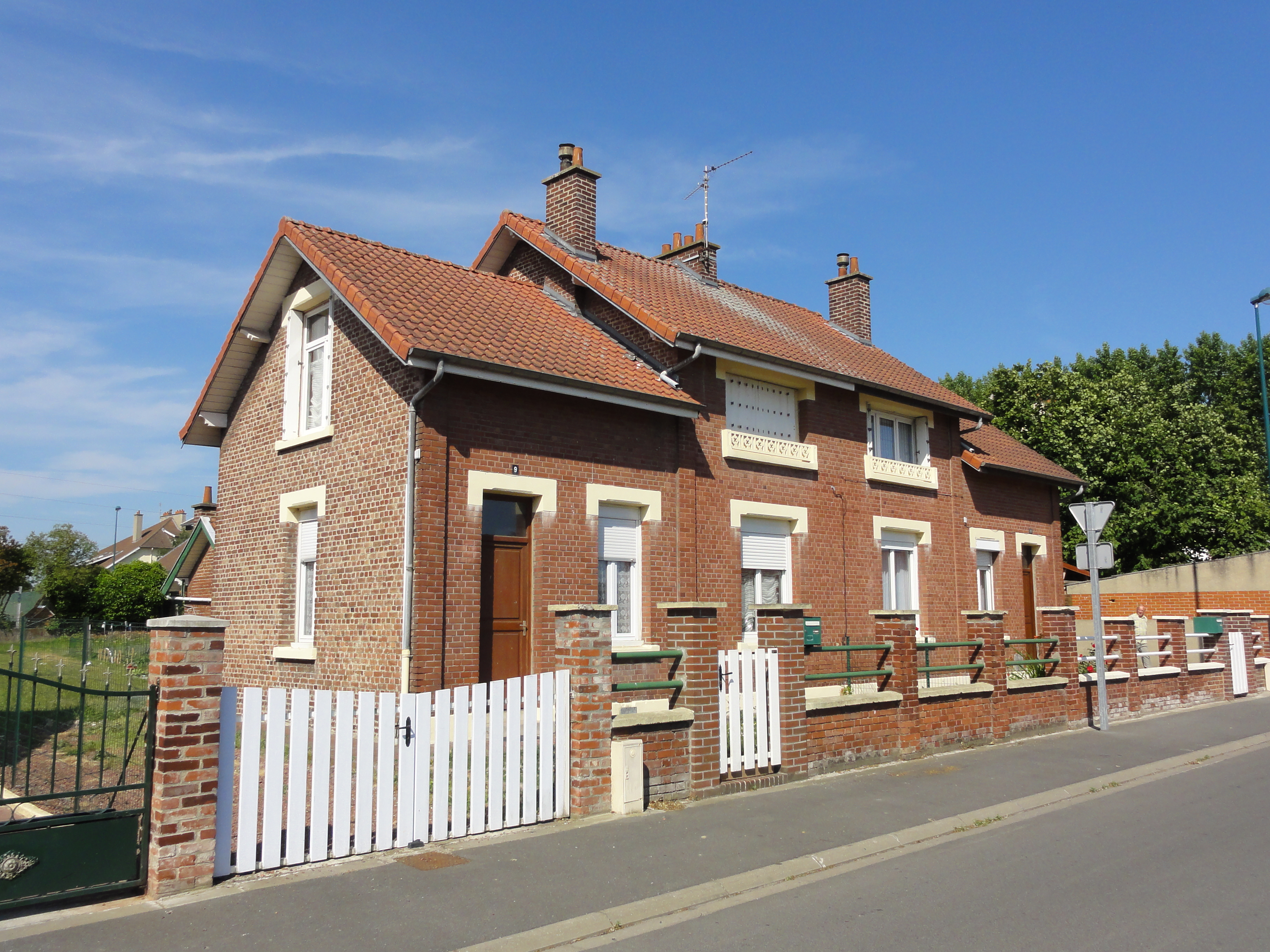
Des habitations groupées par deux.
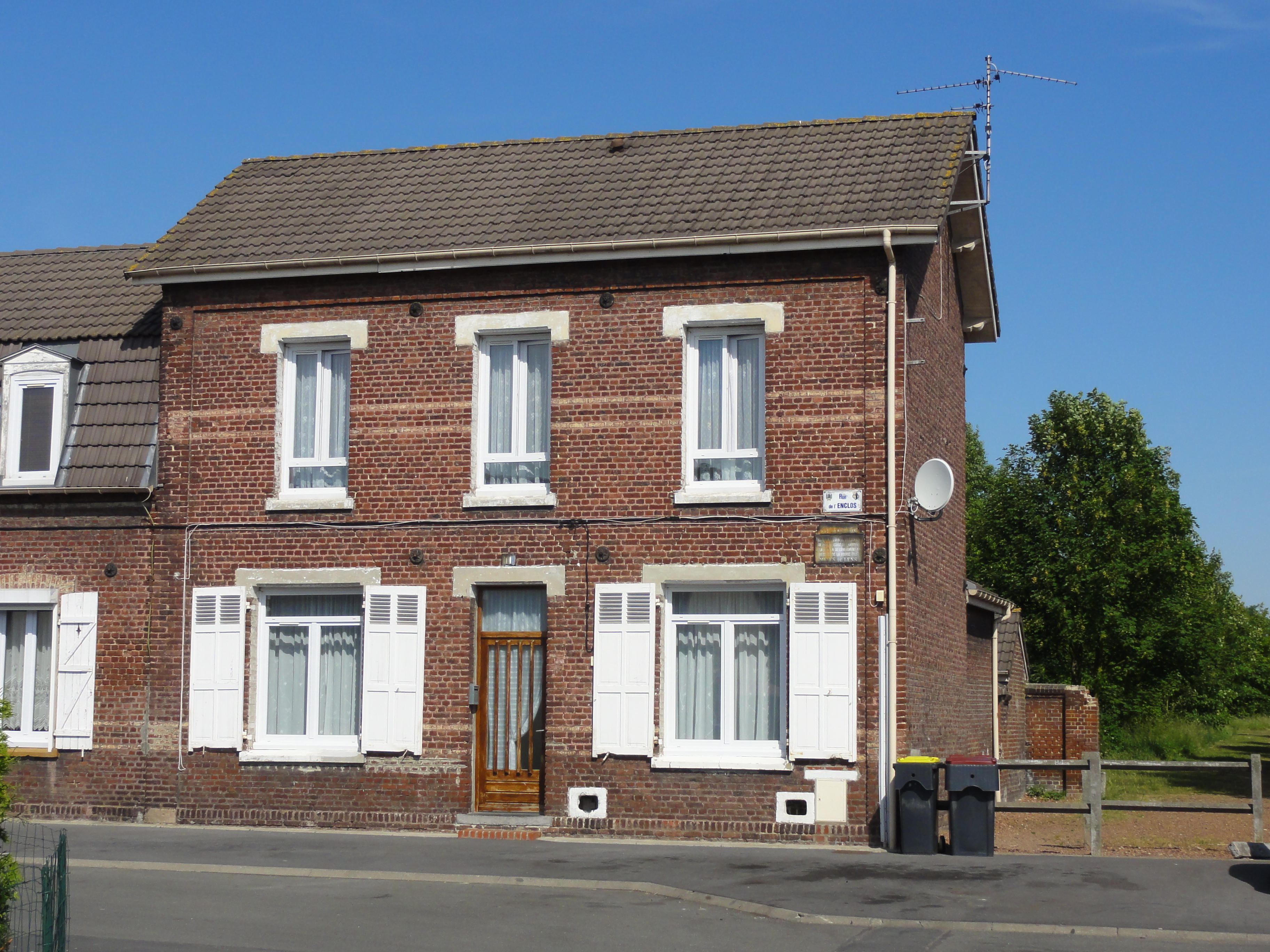
Une habitation située à l'entrée de la fosse.
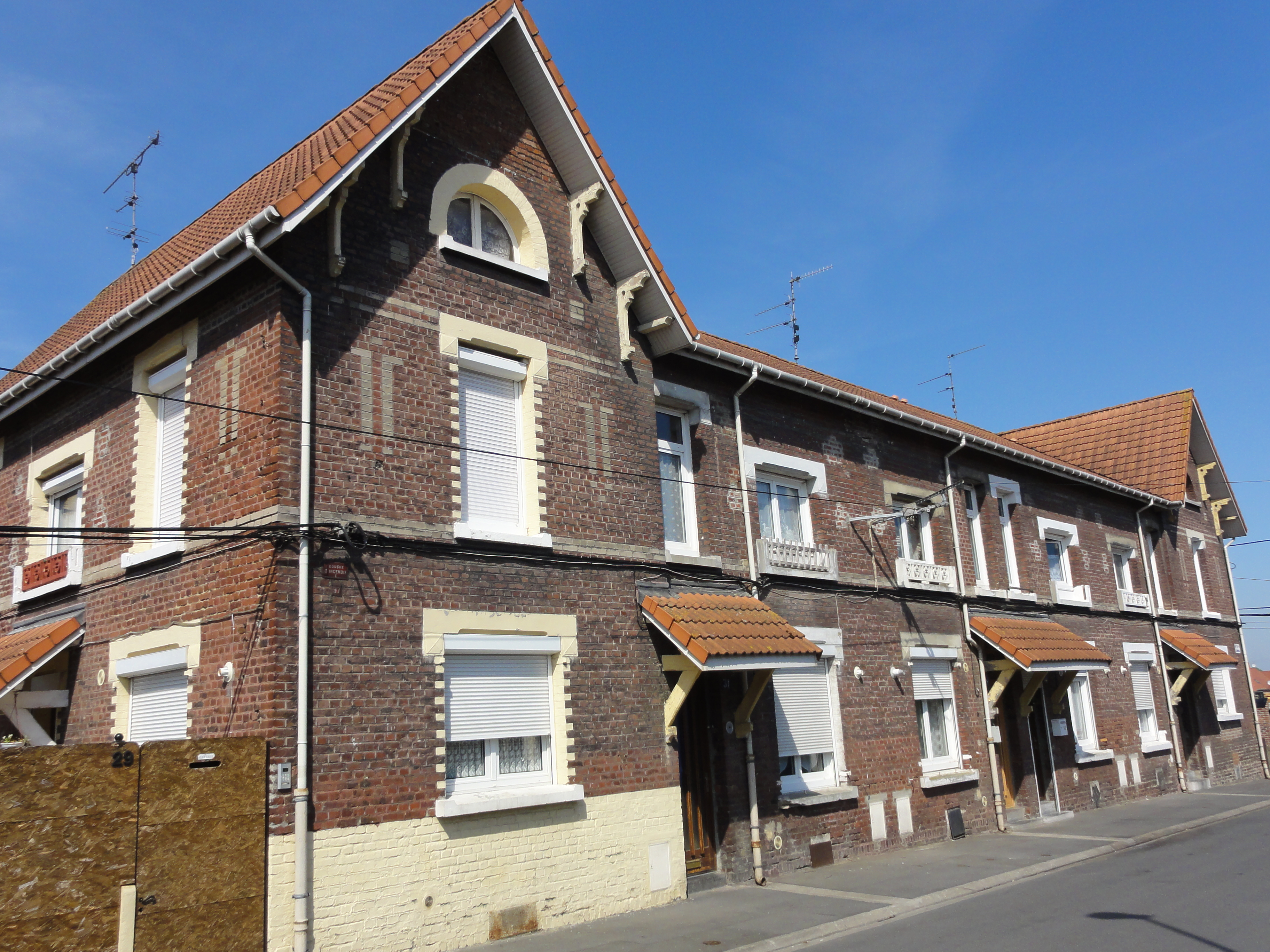
Un coron de six habitations.
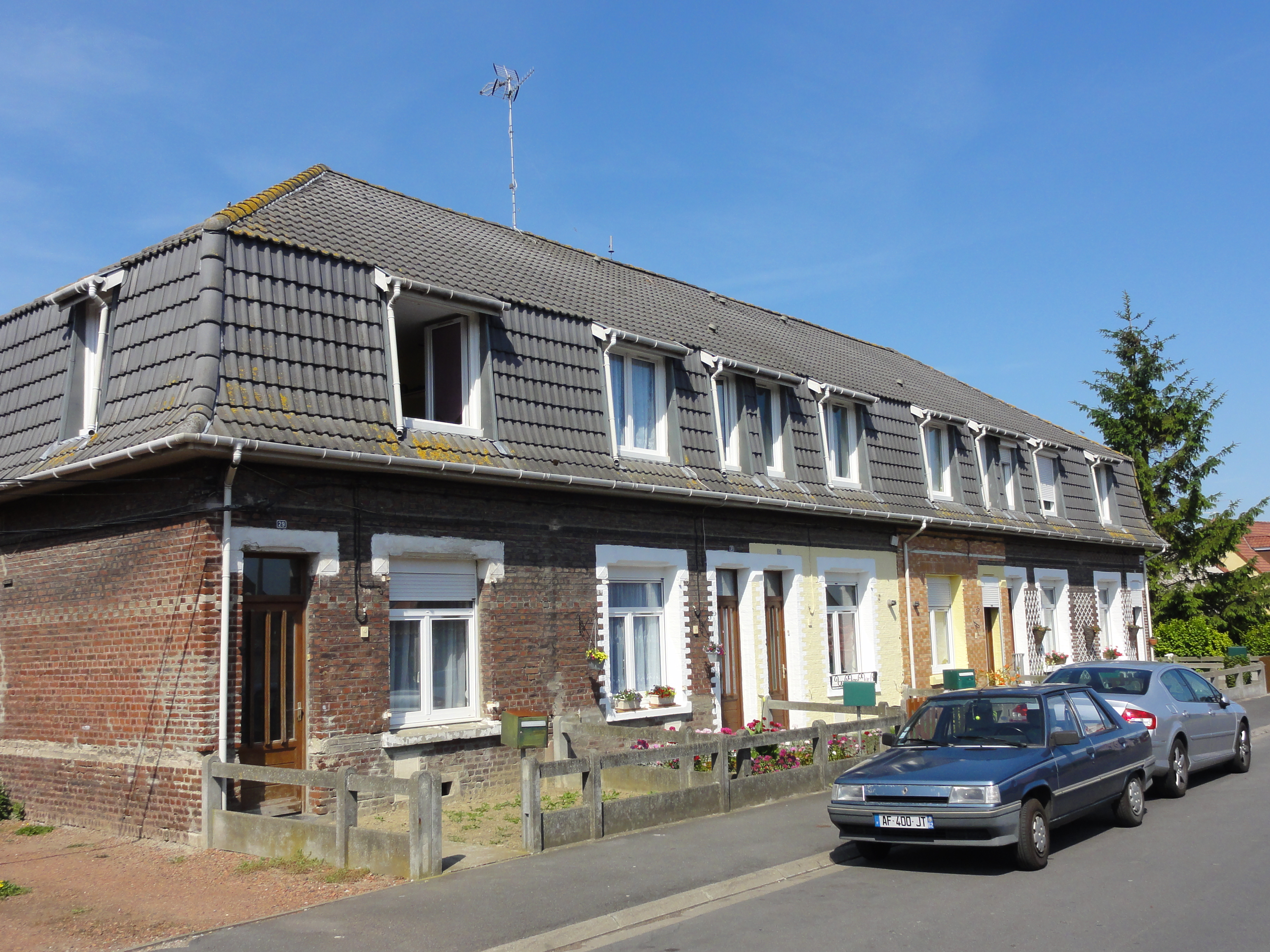
Un coron de six habitations.
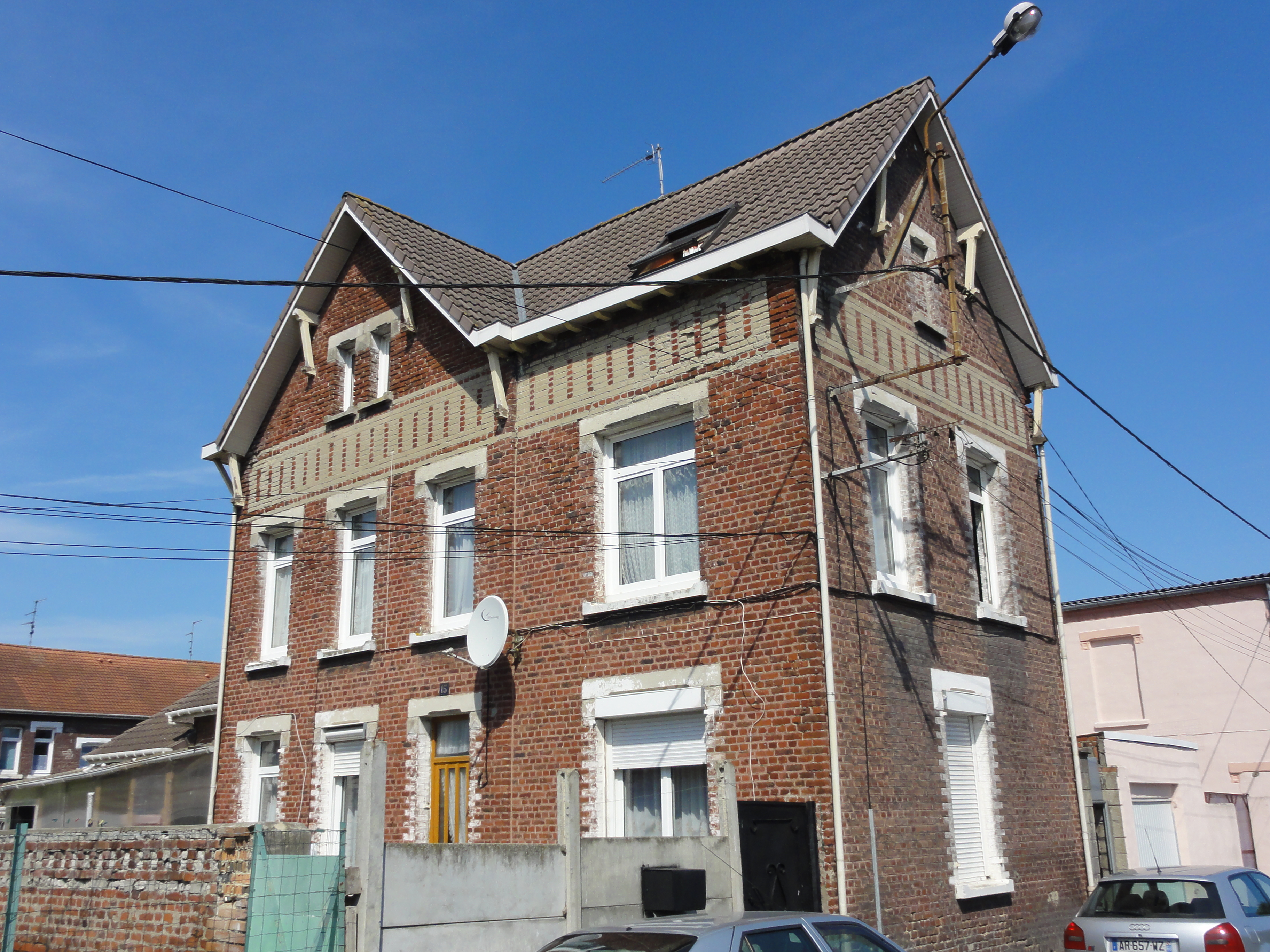
Une habitation d'ingénieur.
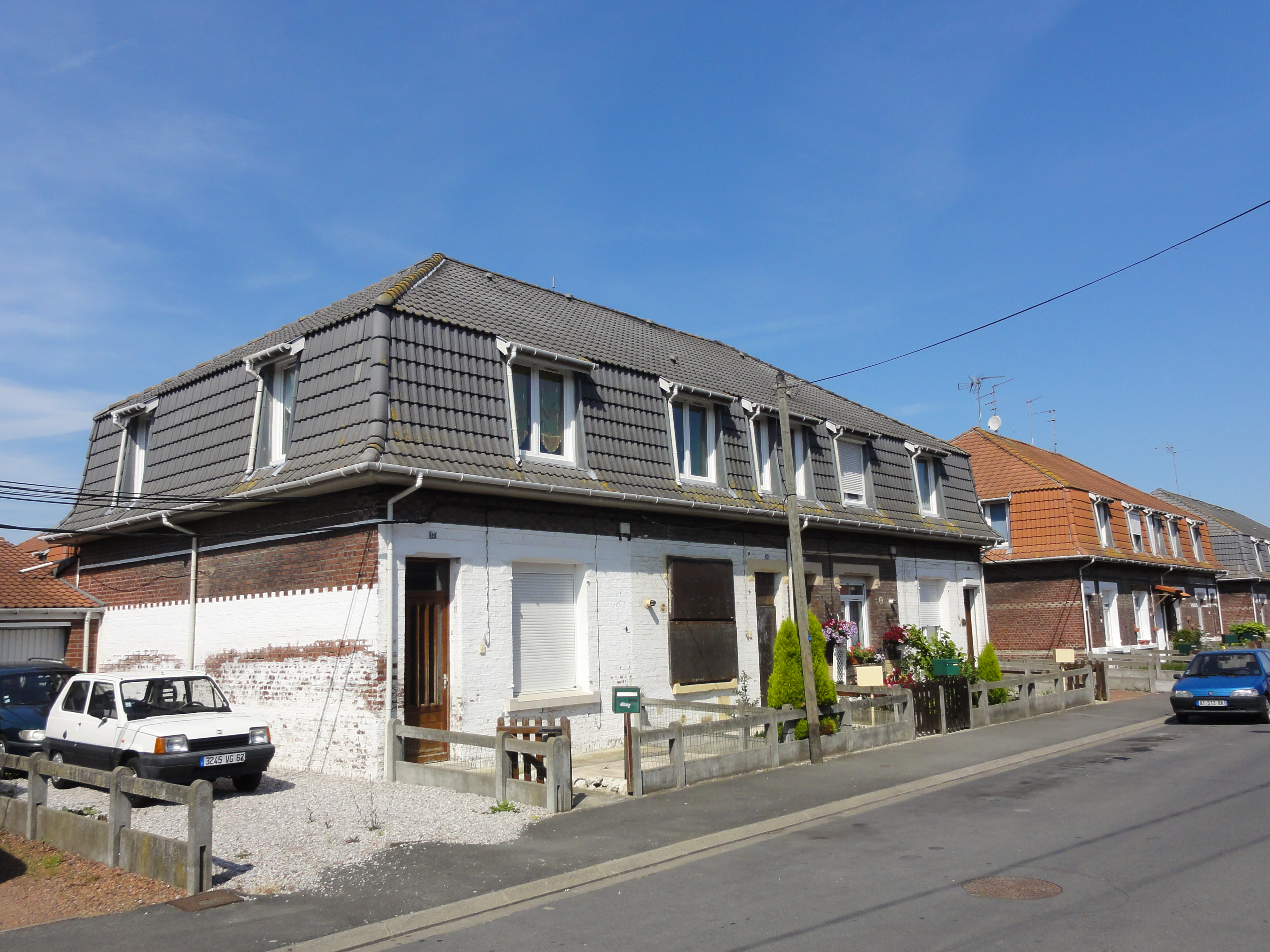
Un coron de quatre habitations.